# Tischeria perplexa
Coptotriche perplexa là một loài bướm đêm in the Tischeriidae. Nó là loài đặc hữu của Hoa Kỳ.